# Callistethus sulcans
Callistethus sulcans är en skalbaggsart som beskrevs av Bates 1888. Callistethus sulcans ingår i släktet Callistethus och familjen Rutelidae. Inga underarter finns listade.